# Banti (Wabane)
Pour les articles homonymes, voir Banti.
Banti est une localité du Cameroun située dans le département du Lebialem et la Région du Sud-Ouest. Elle fait partie de l'arrondissement de Wabane.

## Population
Lors du recensement de 2005, Banti comptait 636 habitants.